# Seriphidium kurramense
Seriphidium kurramense là một loài thực vật có hoa trong họ Cúc. Loài này được (Qazilb.) Y.R.Ling miêu tả khoa học đầu tiên năm 1991.